# Critics' Choice Super Awards 2023
O 3.º Critics' Choice Super Awards ou Critics' Choice Super Awards 2023, apresentado pela Critics Choice Association, homenageou os mais populares filmes e séries de 2022. Os premiados foram anunciados em 16 de março de 2022.

## Indicados e vencedores

### Cinema
| Melhor Filme de Ação - Top Gun: Maverick - Bullet Train - RRR - The Unbearable Weight of Massive Talent - The Woman King | Melhor Filme de Terror/Horror - Barbarian - The Black Phone - Gæsterne - Pearl - Smile - X |
| Melhor Filme de ficção científica ou fantasia - Everything Everywhere All at Once - Avatar: The Way of Water - The Northman - Nope - Prey | Melhor Filme de Super Herói - The Batman - Thor: Love and Thunder - DC League of Super-Pets - Black Panther: Wakanda Forever - Doctor Strange in the Multiverse of Madness |
| Melhor Ator em Filme de Ação - Tom Cruise como Capitão Pete "Maverick" Mitchell – Top Gun: Maverick - Brad Pitt como Ladybug – Bullet Train - Nicolas Cage como ele mesmo – The Unbearable Weight of Massive Talent - Ram Charan como Alluri Sitarama Raju – RRR - N. T. Rama Rao Jr. como Komaram Bheem – RRR                                                                                     | Melhor Atriz em Filme de Ação - Viola Davis como General Nanisca – The Woman King - Sandra Bullock como Loretta Sage – The Lost City - Jennifer Connelly como Penelope "Penny" Benjamin – Top Gun: Maverick - Joey King como Prince – Bullet Train - Joey King como a Princesa – The Princess |
| Melhor Ator em Filme de Terror/Horror - Ralph Fiennes como Chef Julian Slowik – The Menu - Justin Long como AJ – Barbarian - Rory Kinnear como Geoffrey – Men - Ethan Hawke como o Sequestrador – The Black Phone - Fedja van Huêt como Patrick – Gæsterne | Melhor Atriz em Filme de Terror/Horror - Mia Goth como Pearl – Pearl - Aisha Dee como Sissy – Sissy - Anna Diop como Aisha – Nanny - Rebecca Hall como Margaret – Resurrection - Jessie Buckley como Harper Marlowe – Men |
| Melhor Ator em Filme de Ficção Científica ou Fantasia - Ke Huy Quan como Waymond Wang – Everything Everywhere All at Once - Colin Farrell como Jake – After Yang - Daniel Kaluuya como Otis "OJ" Haywood Jr. – Nope - Ryan Reynolds como Adam Reed – The Adam Project - Alexander Skarsgård como Amleth – The Northman                                                                             | Melhor Atriz em Filme de Ficção Científica ou Fantasia - Michelle Yeoh como Evelyn Wang – Everything Everywhere All at Once - Karen Gillan como Sarah – Dual - Zoë Saldaña como Neytiri – Avatar: The Way of Water - Keke Palmer como Emerald "Em" Haywood – Nope - Stephanie Hsu como Joy Wang / Jobu Tupaki – Everything Everywhere All at Once - Amber Midthunder como Naru – Prey                                    |
| Melhor Ator em Filme de Super Herói - Colin Farrell como Oswald "Oz" Cobblepot / Pinguim – The Batman - Paul Dano como Edward Nashton / Charada – The Batman - Tenoch Huerta como Namor – Black Panther: Wakanda Forever - Robert Pattinson como Bruce Wayne / Batman – The Batman - Benedict Cumberbatch como Dr. Stephen Strange / Doutor Estranho – Doctor Strange in the Multiverse of Madness | Melhor Atriz em Filme de Super Herói - Angela Bassett como Rainha Ramonda – Black Panther: Wakanda Forever - Zoë Kravitz como Selina Kyle / Mulher-Gato – The Batman - Letitia Wright como Shuri / Pantera Negra – Black Panther: Wakanda Forever - Natalie Portman como Jane Foster – Thor: Love and Thunder - Elizabeth Olsen como Wanda Maximoff / Feiticeira Escarlate – Doctor Strange in the Multiverse of Madness |
| Melhor Vilão em Filme - Mia Goth como Pearl – Pearl - Joey King como Prince – Bullet Train - Paul Dano como Edward Nashton / Charada – The Batman - Mark Rylance como Sully – Bones and All - Tenoch Huerta como Namor – Black Panther: Wakanda Forever - Elizabeth Olsen como Wanda Maximoff / Feiticeira Escarlate – Doctor Strange in the Multiverse of Madness                                 | |

### Televisão
| Melhor Série de Ação - Cobra Kai - 9-1-1 - Reacher - Kung Fu - Tulsa King - Vikings: Valhalla | Melhor Série de Terror/Horror - Wednesday - Chucky - The Walking Dead - What We Do in the Shadows - Anne Rice's Interview with the Vampire - Dahmer – Monster: The Jeffrey Dahmer Story |
| Melhor Série de Ficção Científica ou Fantasia - Andor - Stranger Things - For All Mankind - House of the Dragon - Star Trek: Strange New Worlds - The Lord of the Rings: The Rings of Power | Melhor Série de Super Herói - The Boys - Ms. Marvel - Peacemaker - Doom Patrol - Werewolf by Night - She-Hulk: Attorney at Law |
| Melhor Ator em Série de Ação - Kevin Costner como John Dutton – Yellowstone - Alan Ritchson como Jack Reacher – Reacher - William Zabka como Johnny Lawrence – Cobra Kai - John Krasinski como Jack Ryan – Jack Ryan - Ralph Macchio como Daniel LaRusso – Cobra Kai - Sylvester Stallone como Dwight Manfredi – Tulsa King | Melhor Atriz em Série de Ação - Helen Mirren como Cara Dutton – 1923 - Kelly Reilly como Beth Dutton – Yellowstone - Olivia Liang como Nicky Shen – Kung Fu - Queen Latifah como Robyn McCall – The Equalizer - Angela Bassett como Athena Grant-Nash – 9-1-1 - Katherine McNamara como Abby Walker – Walker: Independence |
| Melhor Ator Melhor Série de Terror/Horror - Evan Peters como Jeffrey Dahmer – Dahmer – Monster: The Jeffrey Dahmer Story - Sam Reid como Lestat de Lioncourt – Interview with the Vampire - Matt Berry como Leslie "Laszlo" Cravensworth – What We Do in the Shadows - Mike Colter como David Acosta – Evil - Harvey Guillén como Guillermo de la Cruz – What We Do in the Shadows - Jacob Anderson como Louis de Pointe du Lac – Interview with the Vampire                                                          | Melhor Atriz em Melhor Série de Terror/Horror - Jenna Ortega como Wednesday Addams – Wednesday - Niecy Nash como Glenda Cleveland – Dahmer – Monster: The Jeffrey Dahmer Story - Katja Herbers como Drª. Kristen Bouchard – Evil - Christina Ricci como Marilyn Thornhill – Wednesday - Jennifer Coolidge como Karen Calhoun – The Watcher - Natasia Demetriou como Nadja de Antipaxos – What We Do in the Shadows                          |
| Melhor Ator em Série de Ficção Científica ou Fantasia - Adam Scott como Mark Scout – Severance - Matt Smith como Daemon Targaryen – House of the Dragon - Diego Luna como Cassian Andor – Andor - Anson Mount como Christopher Pike – Star Trek: Strange New Worlds - Chiwetel Ejiofor como Faraday – The Man Who Fell to Earth - Samuel L. Jackson como Ptolemy Gray – The Last Days of Ptolemy Gray | Melhor Atriz em Série de Ficção Científica ou Fantasia - Patricia Arquette como Harmony Cobel – Severance - Moses Ingram como Reva Sevander / Terceira Irmã – Obi-Wan Kenobi - Morfydd Clark como Galadriel – The Lord of the Rings: The Rings of Power - Sissy Spacek como Irene York – Night Sky - Milly Alcock como Rhaenyra Targaryen (jovem) – House of the Dragon - Fiona Shaw como Maarva Andor – Andor                              |
| Melhor Ator em Série de Super Herói - Antony Starr como Homelander / Capitão Pátria – The Boys - Elliot Page como Viktor Hargreeves / The White Violin / Seven – The Umbrella Academy - John Cena como Christopher Smith / Pacificador – Peacemaker - Oscar Isaac como Marc Spector / Cavaleiro da Lua / Steven Grant / Mr. Knight / Jake Lockley – Moon Knight - Grant Gustin como Barry Allen / Flash – The Flash - Brendan Fraser como Cliff Steele / Homem-Robô – Doom Patrol                                     | Melhor Atriz em Série de Super Herói - Tatiana Maslany como Jennifer "Jen" Walters / Mulher-Hulk – She-Hulk: Attorney at Law - Caity Lotz como Sara Lance / Canário Branco – Legends of Tomorrow - Iman Vellani como Kamala Khan / Miss Marvel – Ms. Marvel - Erin Moriarty como Annie January / Luz-Estrela – The Boys - Danielle Brooks como Leota Adebayo – Peacemaker - Michelle Gomez como Laura De Mille / Madame Rouge – Doom Patrol |
| Melhor Vilão em Série - Antony Starr como Homelander / Capitão Pátria – The Boys - Matt Smith como Daemon Targaryen – House of the Dragon - Brad Dourif como Chucky / Charles Lee Ray – Chucky - Ethan Hawke como Arthur Harrow – Moon Knight - Michael Emerson como Dr. Leland Townsend – Evil - Hayden Christensen como Anakin Skywalker / Darth Vader – Obi-Wan Kenobi - Harriet Sansom Harris como Verussa Bloodstone – Werewolf by Night - Jamie Campbell Bower como Henry Creel / Vecna / One – Stranger Things | |